# Naoki Nomura
Naoki Nomura (født 17. april 1991) er en japansk fodboldspiller, som spiller for den japanske fodboldklub Tokushima Vortis.